# Макарово (Граховский район)
Макарово (Новое Макарово) — деревня в Граховском районе Удмуртии, в составе Котловского сельского поселения.

## Географическое положение
Деревня расположена в 6 км от центра сельского поселения и 17 км от районного центра, на реке Яга.
Состоит из двух частей: старая (нагорная) — где расположены все общественные и хозяйственные постройки и старые дома, и новая (низовая) — где расположены только жилые дома, новая часть возникла относительно недавно в 1960—1970-е года, в ней в основном проживают переселенцы из «неперспективных деревень» — Сырян, Ключёвка, Возжайка, Новотроицкая и Верхняя Сайка.
Низовая часть деревни расположена между двумя прудами — пруд на реке Яге и безымянной речке.

## История
Деревня Новое Макарово основана в 1808 году. По итогам десятой ревизии в 1859 году в 14 дворах казённой деревни Макарова Новая при речке Яге проживало 147 жителей.
До 1921 года деревня входила в состав Билярской волости Елабужского уезда (с 1921 года — Можгинского уезда). В 1924 году деревня передана в состав Русско-Адам-Учинского сельсовета Граховской волости, но уже в 1925 году был образован Верхне-Кокшанский сельсовет, в состав которого была передана деревня. В 1954 году Верхне-Кокшанский сельсовет упразднён и деревня отошла к Новогорскому сельсовету. 28 января 1982 года образован Макаровский сельсовет, административный центр которого размещён в деревне. В 2004 году Макаровский сельсовет упразднён и деревня вошла в состав Котловского сельского поселения.

## Объекты социальной сферы
- Макаровский сельский клуб
- Макаровский фельдшерско-акушерский пункт

## Улицы
- Запрудный переулок
- Интернациональная улица
- Лесная улица
- Молодёжная улица
- Прудовый переулок
- Речная улица
- Сельсоветская улица
- Школьная улица